# Soelejman Kerimov

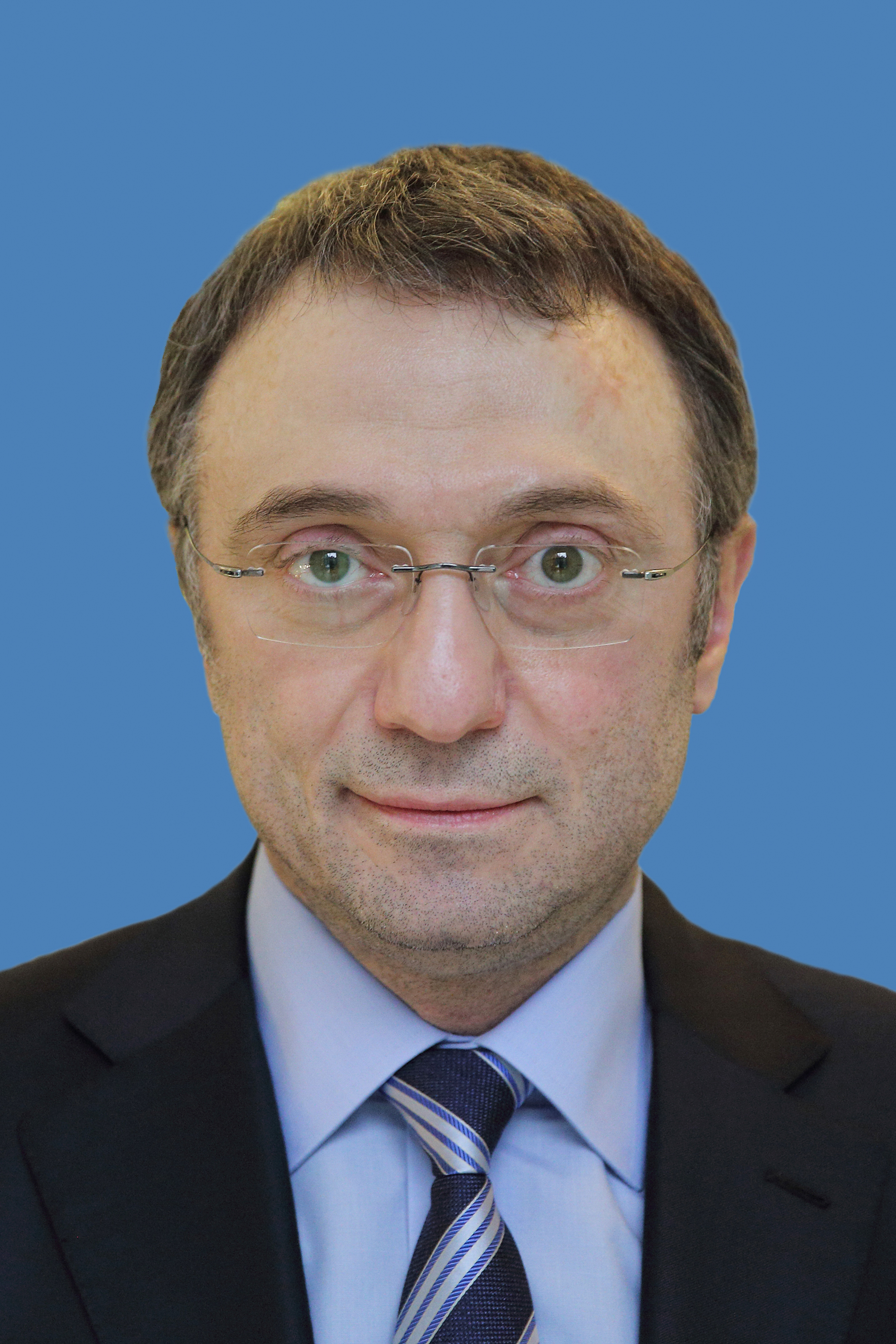
Soelejman Kerimov (2016)

Soelejman Aboesaidan chva Kerimov (Lezgisch: Сулейман Абусаидан хва Керимов; Russisch: Сулейман Абусаидович Керимов) (Derbent, Dagestan, 12 maart 1966) is een Lezgiens zakenman en politicus. Hij is lid van de politieke partij Verenigd Rusland en lid van de Federatieraad van Rusland. Als senator vertegenwoordigt hij de autonome Russische republiek Dagestan. Hij wordt gezien als een vertrouweling van Vladimir Poetin. 
Hij heeft zijn vermogen opgebouwd door investeringen in Gazprom en Sberbank. In 2005 werd zijn vermogen geschat op 2,6 miljard dollar. In 2008 was dit fors gestegen tot 17,5 miljard dollar en was hij volgens het tijdschrift Forbes de op 7 na rijkste man van Rusland en de 36e ter wereld. In de kredietcrisis verloor hij veel geld op zijn beleggingen. In februari 2020 werd zijn vermogen, inclusief zijn familie, geschat op 12,5 miljard dollar.
In 2006 was Kerimov betrokken bij een ernstig auto-ongeluk in Nice. Hij liep er ernstige brandwonden op en zijn medepassagier, de Russische presentatrice Tina Kandelaki, kwam er met lichte brandwonden vanaf.
In 2011 nam hij de Russische voetbalclub Anzji Machatsjkala over. Hij haalde spelers over als Mbark Boussoufa, Roberto Carlos, oud-PSV'er Diego Tardelli, Balázs Dzsudzsák van PSV en Samuel Eto'o van Internazionale. In het begin van seizoen 2013-2014 veranderde hij blijkbaar van gedachten en verkocht hij het merendeel van zijn sterren.
In november 2017 werd hij door de Franse politie opgepakt op verdenking van belastingontwijking. Kerimov is een van de rijkste mannen van Rusland en Forbes schat zijn vermogen op US$ 7,4 miljard (€6,4 miljard). Hij is onder andere grootaandeelhouder van Polyus, het grootste goudmijnbedrijf van Rusland.
In april 2018 kwam zijn naam voor op een Amerikaanse sanctielijst. Volgens de Amerikaanse regering maakt Rusland zich schuldig aan kwaadaardige activiteiten wereldwijd. Niet alleen het land maar ook bondgenoten en vrienden van Poetin worden gestraft. Bezittingen van de betreffende personen worden geblokkeerd of bevroren. Verder is het voor Amerikanen over het algemeen verboden om met hen om te gaan. Niet-Amerikanen die wel zaken doen met de personen op de zwarte lijst, kunnen om die reden berispt worden.
In februari 2022 werd Kerimov toegevoegd aan de sanctielijst van de Europese Unie omdat hij "verantwoordelijk is voor het actief ondersteunen en uitvoeren van acties en beleid die de territoriale integriteit, soevereiniteit en onafhankelijkheid van Oekraïne ondermijnen en bedreigen, evenals de stabiliteit en veiligheid in Oekraïne".

In mei 2022 werd door "Task Force CleptoCapture" op de Amadea van Soelejman Kerimov mogelijks een Fabergé-ei aangetroffen. De jacht ligt aan de ketting in San Diego.